# Stazione di Conegliano
La stazione di Conegliano è la stazione ferroviaria dell'omonimo comune, posta lungo la ferrovia Venezia-Udine e capolinea della ferrovia Ponte nelle Alpi-Conegliano.

## Storia
La stazione fu aperta all'esercizio il 1º maggio 1855 assieme al tronco Treviso Centrale – Pordenone.

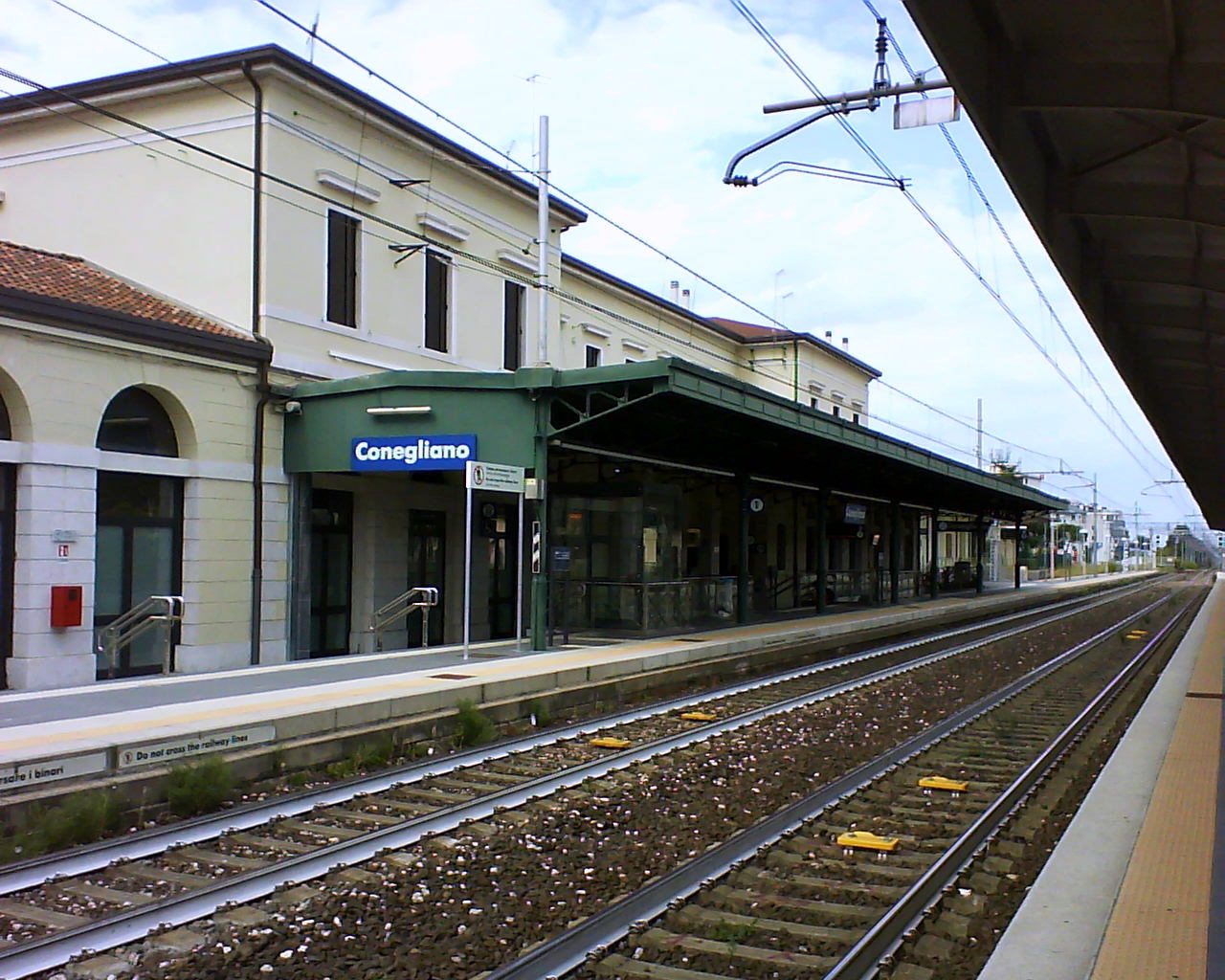
stazione di Conegliano lato binari

## Strutture e impianti
Oltre ai binari passanti, dispone di un tronchino denominato "Binario 1 giardino", attivato a servizio della linea per Belluno. Dall'attivazione dell'elettrificazione su quest'ultima tratta, tale binario risulta però inutilizzato in quanto non è dotato di linea aerea di alimentazione. Adesso il binario 1 è utilizzato per i treni regionali in partenza per Belluno.
La stazione è dotata, al suo interno, del servizio di biglietteria, biglietteria automatica, sala d'aspetto, bar, edicola, wc e zona snacks.
La circolazione ferroviaria è gestita con un ACC (Apparato Centrale Computerizzato), telecomandabile dal DCO di Mestre.

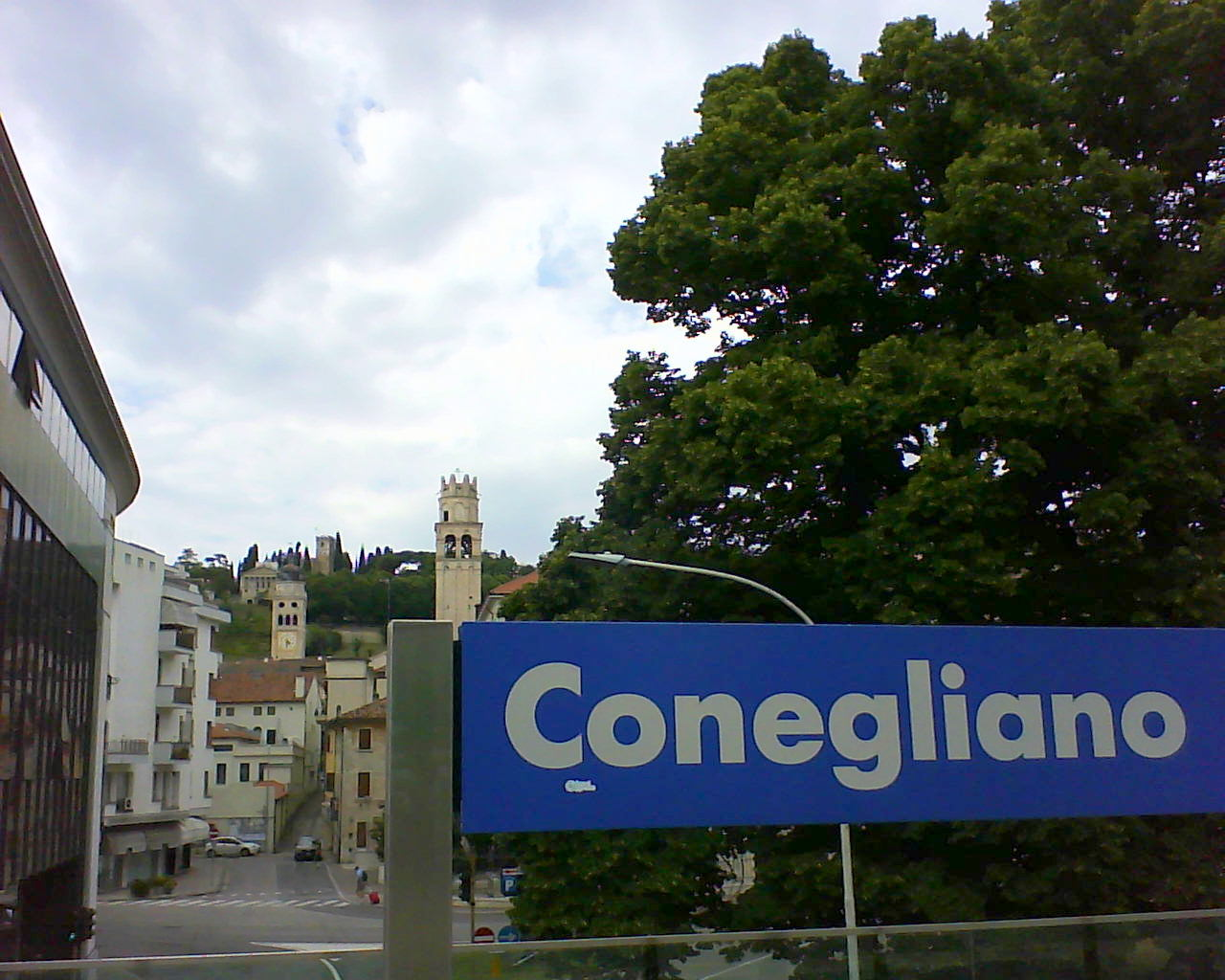
in primo piano il Campanile della chiesa Parrocchiale Santi Rocco e Domenico, poi il Campanile del San Leonardo e in fondo Castello di Conegliano

## Movimento
La stazione è servita da treni regionali svolti da Trenitalia nell'ambito del contratto di servizio stipulato con le regioni interessate; in particolare, vi fermano tutti i treni regionali e regionali veloci della relazione Venezia-Udine-Trieste, e funge da capolinea per i treni della linea Belluno-Conegliano. Inoltre è servita da collegamenti a lunga percorrenza operati anch'essi da Trenitalia: 3 coppie di Frecciarossa (una da e per Napoli e due da e per Milano) e una coppia di InterCity Notte da e per Roma. Infine, vi fermano i treni Nightjet delle Ferrovie Federali Austriache da e per Vienna e Stoccarda via Monaco di Baviera. 
La stazione è inoltre servita da 2 coppie di treni Italo, una da e per Napoli e l'altra da e per Milano.

## Servizi
La stazione, classificata da RFI nella categoria "gold", dispone dei seguenti servizi:
- Bar
- Biglietteria a sportello (Trenitalia e Mobilità di Marca)
- Biglietteria automatica
- Ciclostazione coperta
- Edicola
- Parcheggio di scambio gratuito
- Ristorante
- Sala d'attesa
- Servizi igienici
- Sottopassaggio pedonale

## Interscambi
La stazione dispone di un'area di fermata per gli autobus e per i taxi appena al di fuori di essa lungo la via XXI Aprile ed inoltre è collegata all'omonima autostazione accessibile direttamente dai binari.
- Fermata autobus urbani Mobilità di Marca:
- Stazione taxi